# BYD Seal 06 GT
BYD Seal 06 GT (кит .比亚迪海豹06GT; піньїнь : Bǐyǎdí Hǎibào 06 GT) — електричний хетчбек середнього розміру, вироблений BYD Auto. 

## Опис

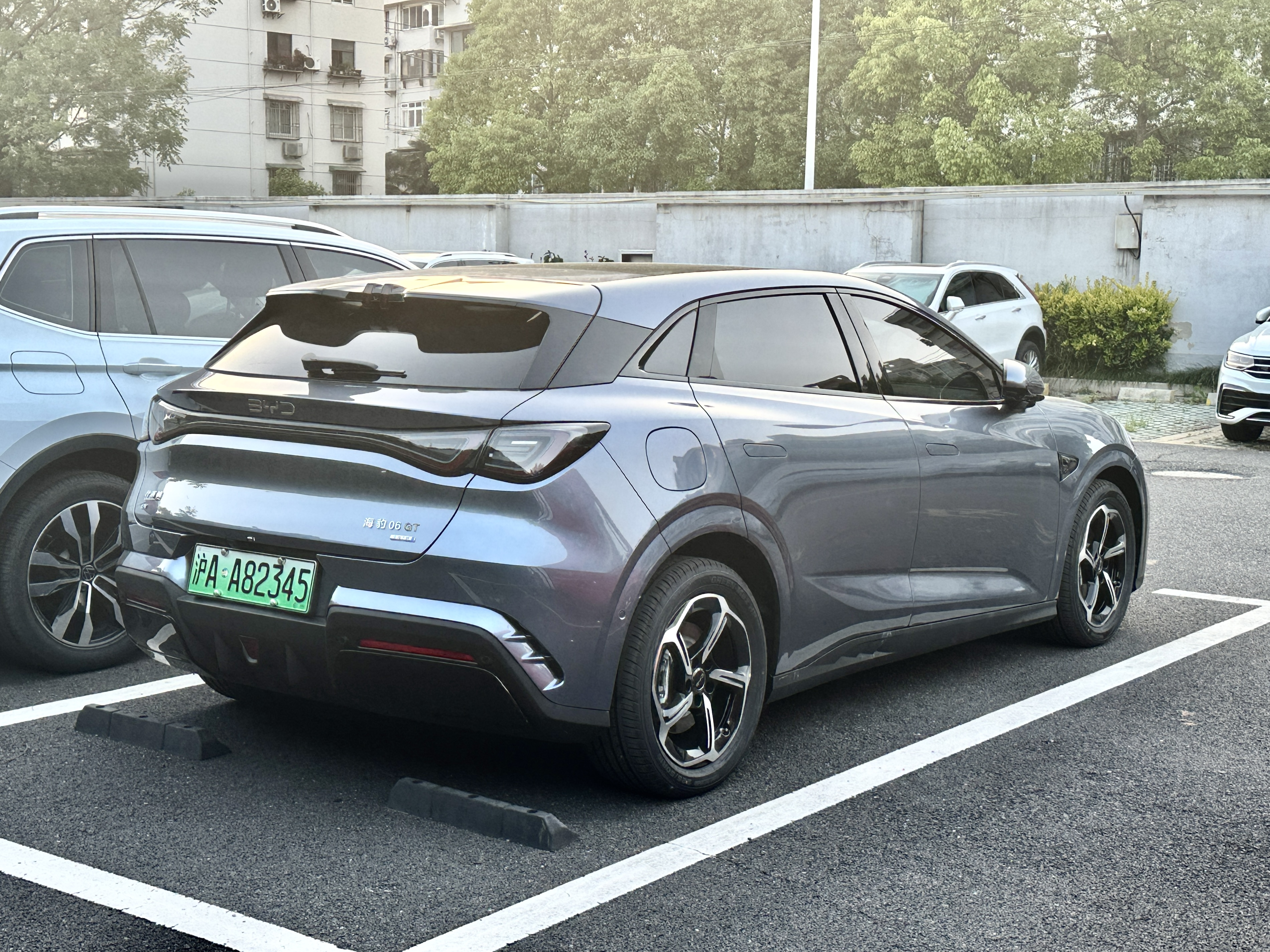

Seal 06 GT, який є частиною сімейства Seal у лінійці продуктів Ocean Series, розташований нижче електричного седана Seal. Модель вперше була представлена як концепт-кар під назвою BYD Ocean-M на Пекінському автосалоні в квітні 2024 року, а серійну версію було офіційно оголошено в серпні 2024 року як Seal 06 GT. 
Зовнішній вигляд Seal 06 GT має низько розташовану закриту решітку радіатора на передній панелі, нижня частина передньої панелі поєднується з решіткою радіатора у формі стільників, задня фара має хвилеподібний дизайн, що нагадує серію автомобілів BYD Ocean, підсвічений логотип BYD ззаду та чотири варіанти кольорів кузова.
Усередині Seal 06 GT оснащений інтелектуальною кабіною BYD DiLink 100 з 10,25-дюймовою повністю РК-панеллю приладів, 12-дюймовим ширококутним проекційним дисплеєм (W-HUD) та поворотним центральним сенсорним екраном інформаційно-розважальної системи з діагоналлю 12,8 дюйма (для варіантів початкового рівня) або 15,6 дюйма. 
Для безпеки Seal 06 GT оснащений інтелектуальною системою допомоги водієві DiPilot 5 від BYD, яка використовує до 12 ультразвукових радарів, п'ять радарів міліметрового діапазону, чотири панорамні камери, одну інтелектуальну камеру керування та 16 функцій допомоги водієві. 
Seal 06 GT базується на e-Platform 3.0 Evo , еволюції попередньої e-Platform 3.0, з опцією заднього приводу та подвійного двигуна з повним приводом.